# Fours (Nièvre)
Fours és un municipi francès, situat al departament del Nièvre i a la regió de Borgonya - Franc Comtat. L'any 2007 tenia 758 habitants.

## Demografia

### Població
El 2007 la població de fet de Fours era de 758 persones. Hi havia 356 famílies, de les quals 124 eren unipersonals (64 homes vivint sols i 60 dones vivint soles), 144 parelles sense fills, 68 parelles amb fills i 20 famílies monoparentals amb fills.
La població ha evolucionat segons el següent gràfic:
Habitants censats

### Habitatges
El 2007 hi havia 476 habitatges, 363 eren l'habitatge principal de la família, 61 eren segones residències i 52 estaven desocupats. 419 eren cases i 56 eren apartaments. Dels 363 habitatges principals, 249 estaven ocupats pels seus propietaris, 107 estaven llogats i ocupats pels llogaters i 7 estaven cedits a títol gratuït; 6 tenien una cambra, 23 en tenien dues, 97 en tenien tres, 106 en tenien quatre i 131 en tenien cinc o més. 297 habitatges disposaven pel capbaix d'una plaça de pàrquing. A 174 habitatges hi havia un automòbil i a 132 n'hi havia dos o més.

### Piràmide de població
La piràmide de població per edats i sexe el 2009 era:
| Homes | Edats   | Dones |
| ----- | ------- | ----- |
| 0     | 95 o +  | 0     |
| 0     | 90 a 94 | 0     |
| 4     | 85 a 89 | 20    |
| 12    | 80 a 84 | 12    |
| 20    | 75 a 79 | 36    |
| 24    | 70 a 74 | 32    |
| 36    | 65 a 69 | 32    |
| 16    | 60 a 64 | 12    |
| 8     | 55 a 59 | 24    |
| 32    | 50 a 54 | 32    |
| 32    | 45 a 49 | 28    |
| 32    | 40 a 44 | 32    |
| 28    | 35 a 39 | 24    |
| 16    | 30 a 34 | 24    |
| 12    | 25 a 29 | 8     |
| 4     | 20 a 24 | 0     |
| 36    | 15 a 19 | 24    |
| 40    | 10 a 14 | 12    |
| 20    | 5 a 9   | 24    |
| 8     | 0 a 4   | 12    |

## Economia
El 2007 la població en edat de treballar era de 449 persones, 295 eren actives i 154 eren inactives. De les 295 persones actives 250 estaven ocupades (136 homes i 114 dones) i 45 estaven aturades (17 homes i 28 dones). De les 154 persones inactives 61 estaven jubilades, 26 estaven estudiant i 67 estaven classificades com a «altres inactius».

### Ingressos
El 2009 a Fours hi havia 367 unitats fiscals que integraven 713,5 persones, la mediana anual d'ingressos fiscals per persona era de 15.620 €.

### Activitats econòmiques
Dels 38 establiments que hi havia el 2007, 1 era d'una empresa extractiva, 1 d'una empresa alimentària, 1 d'una empresa de fabricació de material elèctric, 1 d'una empresa de fabricació d'altres productes industrials, 6 d'empreses de construcció, 7 d'empreses de comerç i reparació d'automòbils, 5 d'empreses de transport, 2 d'empreses d'hostatgeria i restauració, 2 d'empreses financeres, 5 d'empreses de serveis, 4 d'entitats de l'administració pública i 3 d'empreses classificades com a «altres activitats de serveis».
Dels 12 establiments de servei als particulars que hi havia el 2009, 1 era una oficina de correu, 1 una oficina bancària, 2 tallers de reparació d'automòbils i de material agrícola, 1 paleta, 1 guixaire pintor, 1 fusteria, 1 lampisteria, 2 electricistes, 1 perruqueria i 1 restaurant.
Dels 5 establiments comercials que hi havia el 2009, 1 era una gran superfície de material de bricolatge, 1 una botiga de menys de 120 m², 1 una fleca, 1 una llibreria i 1 una joieria.
L'any 2000 a Fours hi havia 23 explotacions agrícoles que ocupaven un total de 1.220 hectàrees.

## Equipaments sanitaris i escolars
L'únic equipament sanitari que hi havia el 2009 era una farmàcia.
El 2009 hi havia una escola elemental.

## Poblacions més properes
El següent diagrama mostra les poblacions més properes.